# Vaccinium candicans
Vaccinium candicans là một loài thực vật có hoa trong họ Thạch nam. Loài này được (C. Mohr) Sleumer miêu tả khoa học đầu tiên năm 1971.